# Tunel (film)
Tunel (ang. Daylight) – amerykański thriller katastroficzny z 1996 roku. Zdjęcia do filmu były kręcone od 25 września 1995 roku do 28 lutego 1996 roku. Fragmenty w tunelu zostały nagrane w Cinecitta Studios w Rzymie. Pozostałe zdjęcia powstały w Croton-on-Hudson, Ossining, Nowym Jorku oraz w New Jersey i Milford.

## Fabuła
W podwodnym tunelu łączącym Manhattan z New Jersey dochodzi do wypadku, którego wynikiem jest eksplozja ładunków przewożonych przez ciężarówki. Tunel zostaje uszkodzony, a dziesiątki samochodów spalone wskutek wybuchu. Grupa osób, które cudem ocalały, jest odcięta od świata. Na pomoc im rusza taksówkarz, były szef pogotowia medycznego, Kit Latura. Dostaje się on do tunelu przez szyb wentylacyjny. Aby uwolnić grupkę nieszczęśników, będzie musiał improwizować, zdając się na przypadek i licząc na szczęście.

## Obsada
- Sylvester Stallone jako Kit Latura
- Amy Brenneman jako Madelyne Thompson
- Viggo Mortensen jako Roy Nord
- Dan Hedaya jako Frank Kraft
- Jay O. Sanders jako Steven Crighton
- Karen Young jako Sarah Crighton
- Claire Bloom jako Eleanor Trilling
- Vanessa Bell Calloway jako Grace
- Renoly Santiago jako Mikey
- Colin Fox jako Roger Trilling
- Danielle Harris jako Ashley Crighton
- Trina McGee jako LaTonya
- Marcello Thedford jako Kadeem
- Sage Stallone jako Vincent
- Jo Anderson jako Bloom
- Nestor Serrano jako Weller
- Stan Shaw jako George Tyrell
- Barry Newman jako Norman Bassett

i inni

## Nagrody i nominacje
Oscary 1997:
- Nominacja w kategorii:
  - Najlepszy montaż dźwięku

Złote Maliny 1997:
- Nominacje w kategoriach:
  - Najgorszy aktor dla Sylvestra Stallone
  - Najgorsza piosenka – Whenever There is Love